# Sanetschhorn
Sanetschhorn är en bergstopp i Schweiz.   Den ligger i distriktet Sion och kantonen Valais, i den sydvästra delen av landet, 70 km söder om huvudstaden Bern. Toppen på Sanetschhorn är 2 924 meter över havet, eller 250 meter över den omgivande terrängen. Bredden vid basen är 2,5 km. Sanetschhorn ingår i Diablerets.
Terrängen runt Sanetschhorn är bergig åt sydost, men åt nordväst är den kuperad. Närmaste större samhälle är Sion, 14,2 km sydost om Sanetschhorn. 
I omgivningarna runt Sanetschhorn växer i huvudsak blandskog. Runt Sanetschhorn är det tätbefolkat, med 709 invånare per kvadratkilometer.